# Małgorzata Gersdorf
Małgorzata Maria Gersdorf, née le 22 novembre 1952 à Varsovie, est une avocate et juge polonaise. Elle a occupe du 30 avril 2014 au 30 avril 2020 le poste de première présidente de la Cour suprême de Pologne.

## Biographie

### Carrière universitaire
Małgorzata Maria Gersdorf est diplômée de l'Université de Varsovie. Elle obtient son doctorat en 1981 sur les contrats de travail en 1981. Elle obtient en juin 2003 une habilitation à diriger des recherches de l'université de droit et d'administration de Varsovie. 
Elle en devient professeure en 1992, puis vice-rectrice de 2005 à 2008. Elle détient aussi jusqu'en 2014 la position de chercheuse dans le département de droit du travail et des politiques sociales de la faculté de droit et d'administration de Varsovie. Elle a notamment participé à l'écriture de près de 200 articles universitaires sur le droit du travail.
Sur le plan politique, Malgorzata Gersdorf a participé au mouvement Solidarność de 1980 à 2005, lorsqu'elle fut nommée vice-rectrice de l'université de Varsovie. 

### Carrière juridique et politique
En 1989, après la chute du régime communiste, elle est nommée à la Commission de Conciliation Sociale qui a contribué à la réinsertion sociale des prisonniers politiques. 
Elle sert comme conseillère juridique à la Cour suprême où elle est nommée juge en 2008. Elle occupe ce poste pendant six ans, avant d'être promue première présidente de la Cour suprême. Elle succède ainsi à Stanisław Dąbrowski, décédé en 2014, et Lech Krzysztof Paprzycki, premier président par intérim. 
En 2015, elle s'oppose à un amendement devant modifier certains pouvoirs de la cour suprême polonaise, ainsi qu'aux conditions dans lesquelles cet amendement devait être acté, qui ne correspondaient pas aux règles.  
Małgorzata Gersdorf tente aussi de changer l'image du système judiciaire polonais en permettant de créer un porte-parole de la cour suprême de Pologne, . 
En 2017, elle s'oppose aux réformes judiciaires engagées par le parti Droit et justice. Cette opposition s'inscrit aussi dans une vague de protestation des membres du système de justice polonais contre le recul de l'État de droit en Pologne,. Dans une lettre ouverte à ses collègues, elle se prononce contre cette mesure, déclarant que « les tribunaux risquent d'être transformés en un jouet entre les mains des politiciens » et exhortant les autres juges à préserver l'indépendance du pouvoir judiciaire. Le président Andrzej Duda oppose son veto et la loi est adoptée par le Parlement polonais. Une de ses dispositions prévoit une mise à la retraite obligatoire à compter du 4 juillet 2018, obligeant Małgorzata Maria Gersdorf et 26 autres juges à prendre leur retraite. Soutenue par des protestations publiques, Maria Gersdorf a continué de siéger, accusant le gouvernement de mettre en place « une purge de la Cour suprême sous le couvert de la réforme des retraites » et notant que, selon la Constitution de la Pologne, son mandat n'arrive à son terme qu'en 2020.  
Małgorzata Gersdorf a également appelé la Commission européenne à faire pression sur le gouvernement polonais pour éviter que « la vague de populisme n'empire en Europe »,.
La Commission européenne engage une procédure d'infraction contre le gouvernement polonais, affirmant que la loi porte atteinte à l'indépendance judiciaire et constitue donc une violation du traité sur l'Union européenne et de la Charte des droits fondamentaux de l'Union européenne. La cour de justice européenne à aussi été questionnée par la juge polonaise pour avoir la confirmation de l'invaliditée des mesures du parti au pouvoir en 2018.